# Chondrilla secunda
Chondrilla secunda är en svampdjursart som beskrevs av Lendenfeld 1885. Chondrilla secunda ingår i släktet Chondrilla och familjen Chondrillidae.
Artens utbredningsområde är havet kring Australien. Inga underarter finns listade i Catalogue of Life.